# Nature's Valley

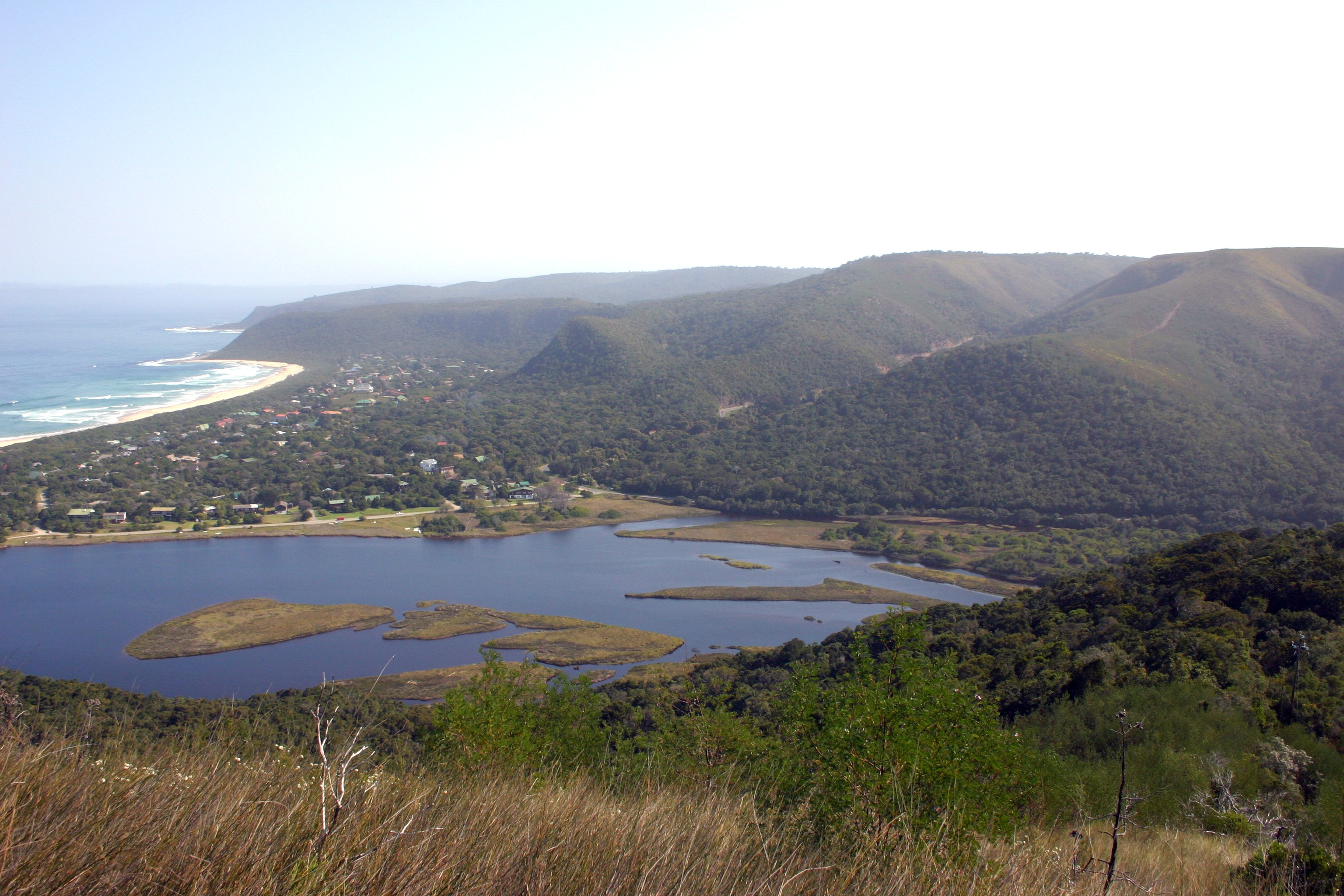
Groot River

Nature's Valley is een dorp en vakantieresort met 500 inwoners, in de Zuid-Afrikaanse provincie West-Kaap. Nature's Valley behoort tot de gemeente Bitou dat onderdeel van het district Tuinroute is.
Het ligt aan de monding van de Groot River en de Indische Oceaan.